# 皇仁書院
皇仁書院（こうじんしょいん、英語: Queen's College）は、香港の官立中等教育機関。香港最古かつトップの中学校。香港最古の中等教育機関。1862年創立。当初は1862年に政府中央学校（中国語：中央書院）と名付けられ、その後1890年にビクトリア・カレッジ（中国語：維多利亞書院）と改名され、1894年に現在のクイーンズ・カレッジとなった。現在は銅鑼湾に位置している。

## 概要
銅鑼湾高士威道に所在する香港で最も伝統のある中学（日本の旧制中学、新制高校に相当）であり、これまでに多くの政治家、学者、著名人を輩出している。

## 歴史
カレッジの歴史は、1842年にイギリス領香港が植民地として設立される以前から存在していたとされる中国人村学校にまで遡ることができる。
1847年8月、イギリス植民地政府は香港の既存の中国人村学校に補助金を与えることを決定した。その年の11月に教育委員会を任命し、ビクトリア、スタンレー、アバディーンにある中華学校の状況を調査させた。調査の結果、同委員会はビクトリア市内で3つの中国人村学校、すなわち太平山学校（生徒数28人）、中湾学校（生徒数18人）、上湾学校（生徒数21人）がそれぞれ中国人のチュイ・シンチョン、レオン・シンタン、マク・マイチュンの下で活発に運営されていることを報告した。これらの学校で使用された書物は、三字經、四書五経などであった。これが香港における公教育の確立の始まりであった。その後、香港の教育に対する政府の介入は強まり、1857年には、急成長する香港の教育需要に応えるため、英皇書院を含む新しい学校を設立した。
1860年、英国人中国学者のジェームス・レッジ牧師は、ビクトリア市内にあった政府後援・監視の3つの中国語学校（太平山、中環、上環）を統合する中央学校の設立を教育委員会に提案した。2年後の1862年、セントラルのゴフ・ストリート（Gough Street）に政府中央学校が開校した。初代校長はフレデリック・スチュワート博士で、植民地の学校検査官にも任命された。彼は校長として、1879年3月に政府が監察官のための独立した事務所を設置するまで、香港のすべての学校の監督に責任を負っていた。これが後に教育局の前身となり、教育局に編入された。
最初の5年間は、方針として中国人学生のみを受け入れていた。1867年からは、イギリス人、インド人、パーシー人、日本人、タイ人など、他の国籍の学生も受け入れるようになった。中国人学生は英語の授業を受けなければならなかったが、他の国籍の学生は中国の古典を学ぶことは求められていなかった。
世俗的な学校教育は、香港総督や宗教指導者たちと大きな論争を巻き起こした。香港総督は何度も個人的にこれらの学校の運営を監視し、介入した。その後、政府は助成金制度を設け、宗教学校も中央学校と同等に資金を競えるようにした。
1884年4月26日、1883年から1887年まで総督を務めたジョージ・ボーエン卿によって、アバディーン通りに学校の新校舎の礎石が据えられた。この式典には、当時在校生だった孫文も立ち会った。総督の推薦により、新校舎の完成後、学校はヴィクトリア・カレッジと改名されることになった。
1889年、総工費HKD250,000を費やして学校の建設が完了し、当時の香港で最大かつ最も高価な建物のひとつとなった。
1894年、同校は正式にクイーンズ・カレッジと改称された。1870年代から、政府はカレッジを大学に拡張することを望んでいたが、1904年に日露戦争が勃発すると、この構想は白紙に戻された。極東地域で享受してきた恩恵が、日本の影響力の増大によって危うくなることを恐れた英国植民地政府は、工学や医学など戦争に関連した分野の卒業生を養成できる大学を設立することが極めて重要だと判断したのだ。クイーンズ・カレッジは中等学校のままだったが、これが最終的に1910年の香港大学設立につながった。
1941年の日本軍の香港侵攻後、学校は閉鎖を余儀なくされ、その後、野戦病院に改築された。香港が陥落した直後、難民たちは燃料のために建物の木材をはぎ取った。日本統治時代、学校の敷地は日本占領軍によって使用された。その結果、終戦間際（1944年か1945年）の連合軍の爆撃で校舎は破壊された。その後しばらくの間、その跡地は日本軍降伏後の避難民によって占拠され、火災事故が多発した。1948年からは、PMQを建設するために更地になった。
1947年、同校はケネディ・ロードの仮校舎で、クレメンティ・セカンダリー・スクールとキャンパスを共有して再オープンした。
1950年、クイーンズ・カレッジの新キャンパスがコーズウェイ・ベイに建設された。9月22日、ビクトリア公園の向かい、銅鑼湾路の現在の場所に移転した。その日、香港総督のアレクサンダー・グランサム卿がクイーンズ・カレッジの再開を発表した。それ以来、高さ2階建てのこの校舎は、数え切れないほどのクイーンズ・カレッジの学生たちのために使われてきた。

1951年まで、生徒たちは通常クラス4（現在のフォーム3に相当）でクイーンズ・カレッジに入学した。1951年9月、学校の最下層に2学年が追加され、最下層はクラス6（現在のフォーム1）となった。このような組織変更と、教育の急速な発展に伴うその他の要因によって、一時期、部門が偏在することになった。例えば、1950年には4級は10部門あった。1951年、このうち4つのディビジョンがキングス・カレッジ（英皇書院）に移管された。1955年からは、芸術を専攻する学部生はキングス・カレッジに移され、後に上級レベルの学年はベリリオス・パブリック・スクールに移された。1962年からは、QCの生徒がベリリオスで学ぶ必要がなくなるよう、芸術系の生徒のためにアッパーシックス・フォームが増設された。一方、短期間ではあったが、ベリリオス女子はクイーンズで科学を学ぶことになった。それ以来、クイーンズ・カレッジは全日制のアングロ・チャイニーズ・セカンダリー・スクールであり続けている。

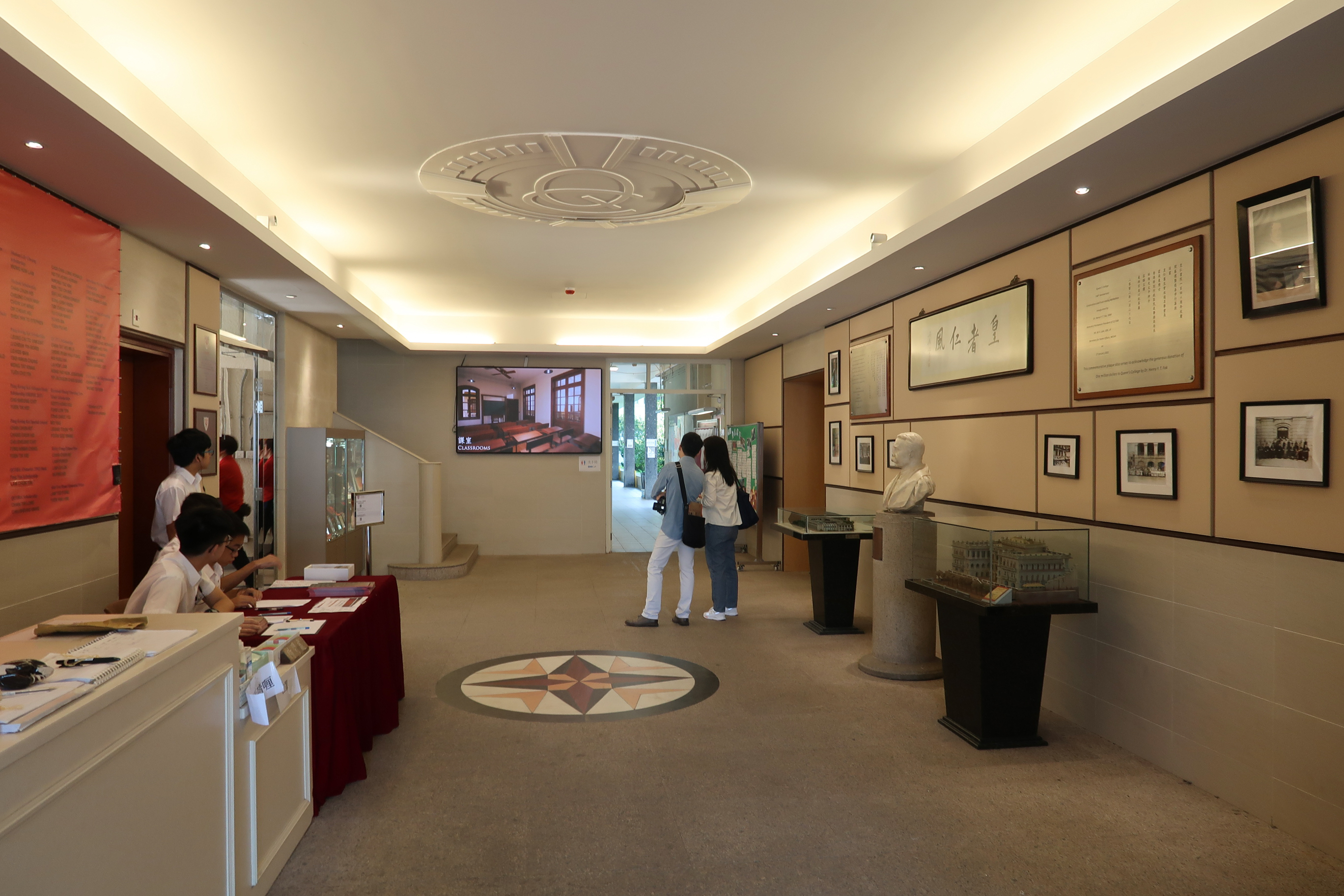
Lobby
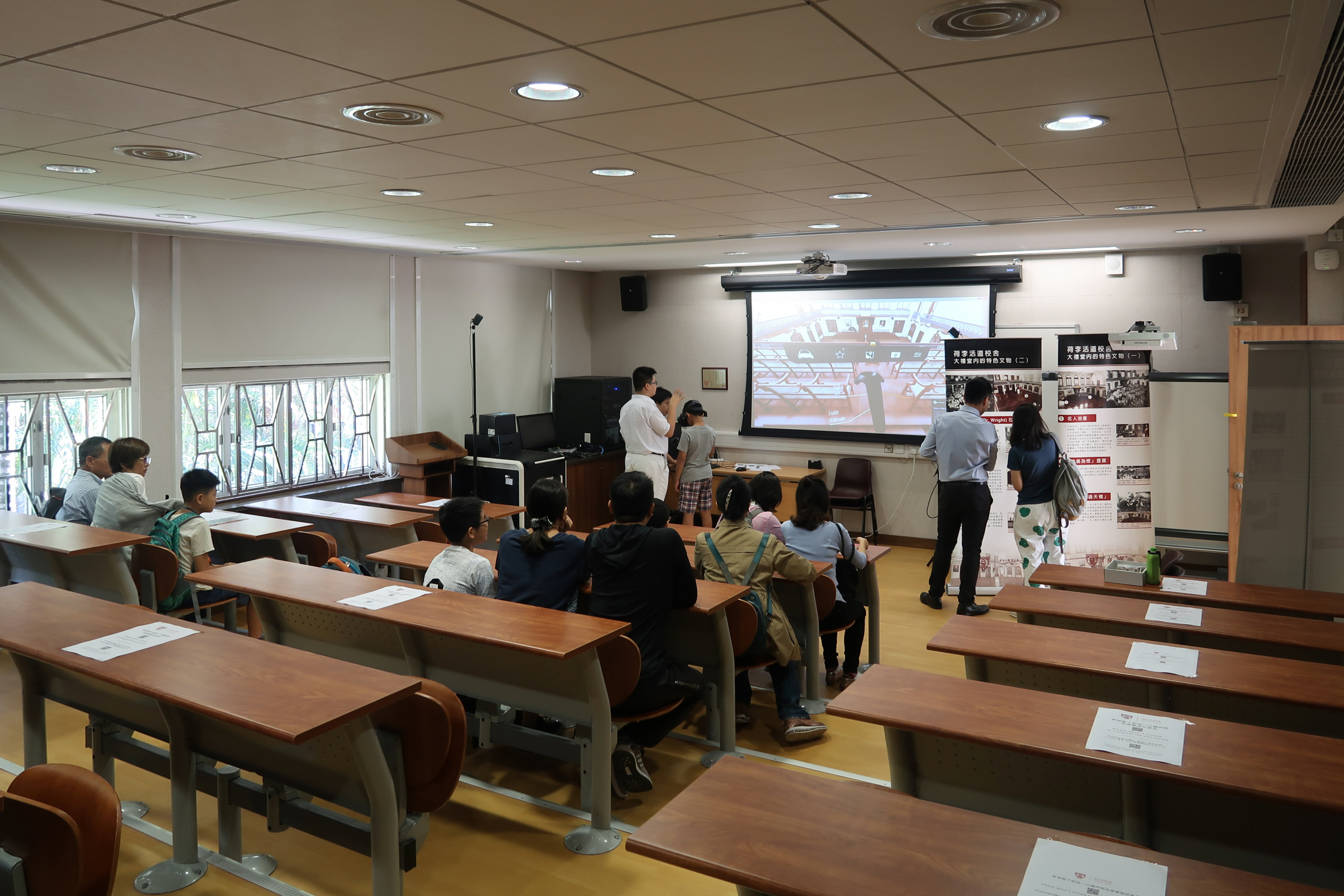
Lecture Theatre
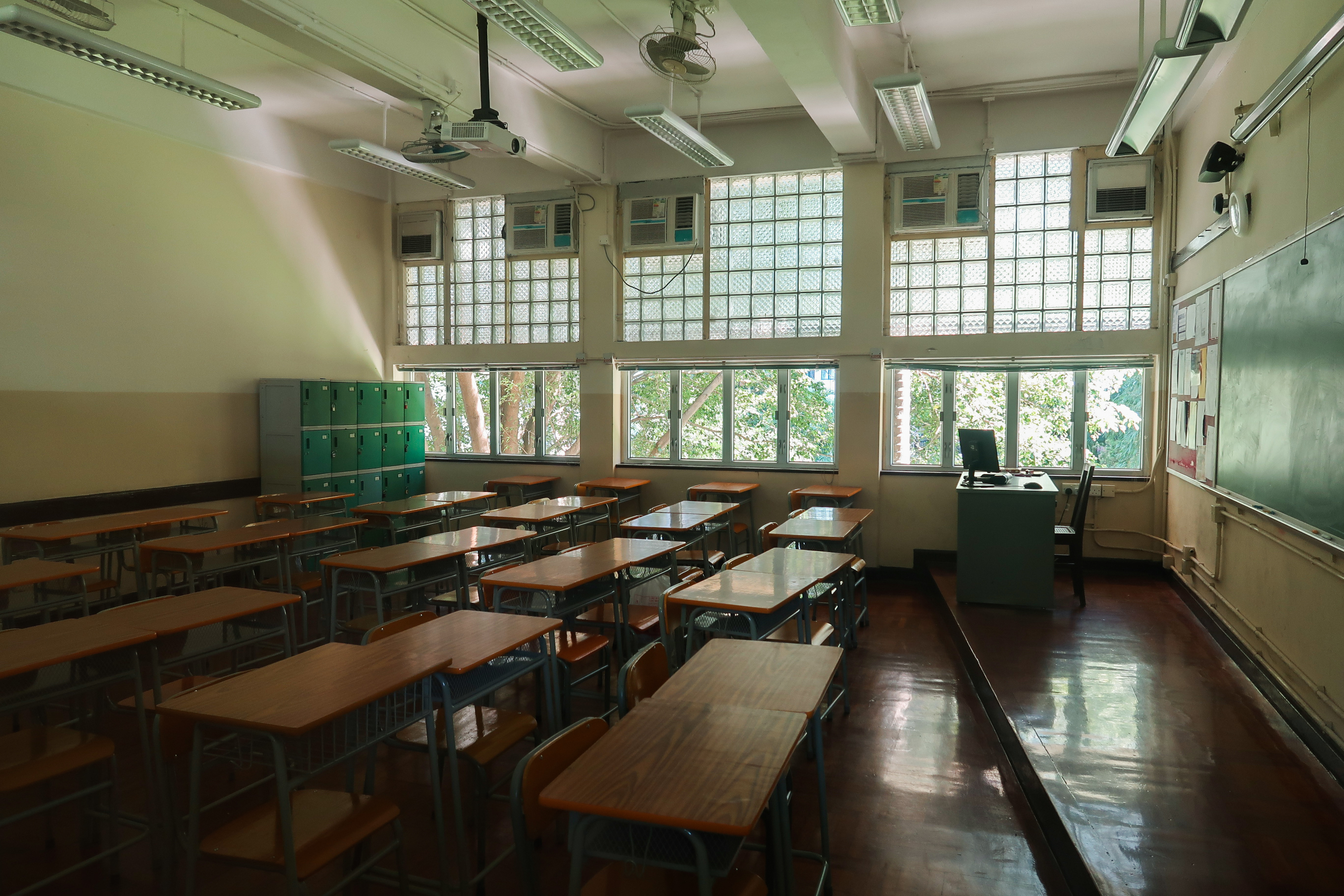
Classroom interior
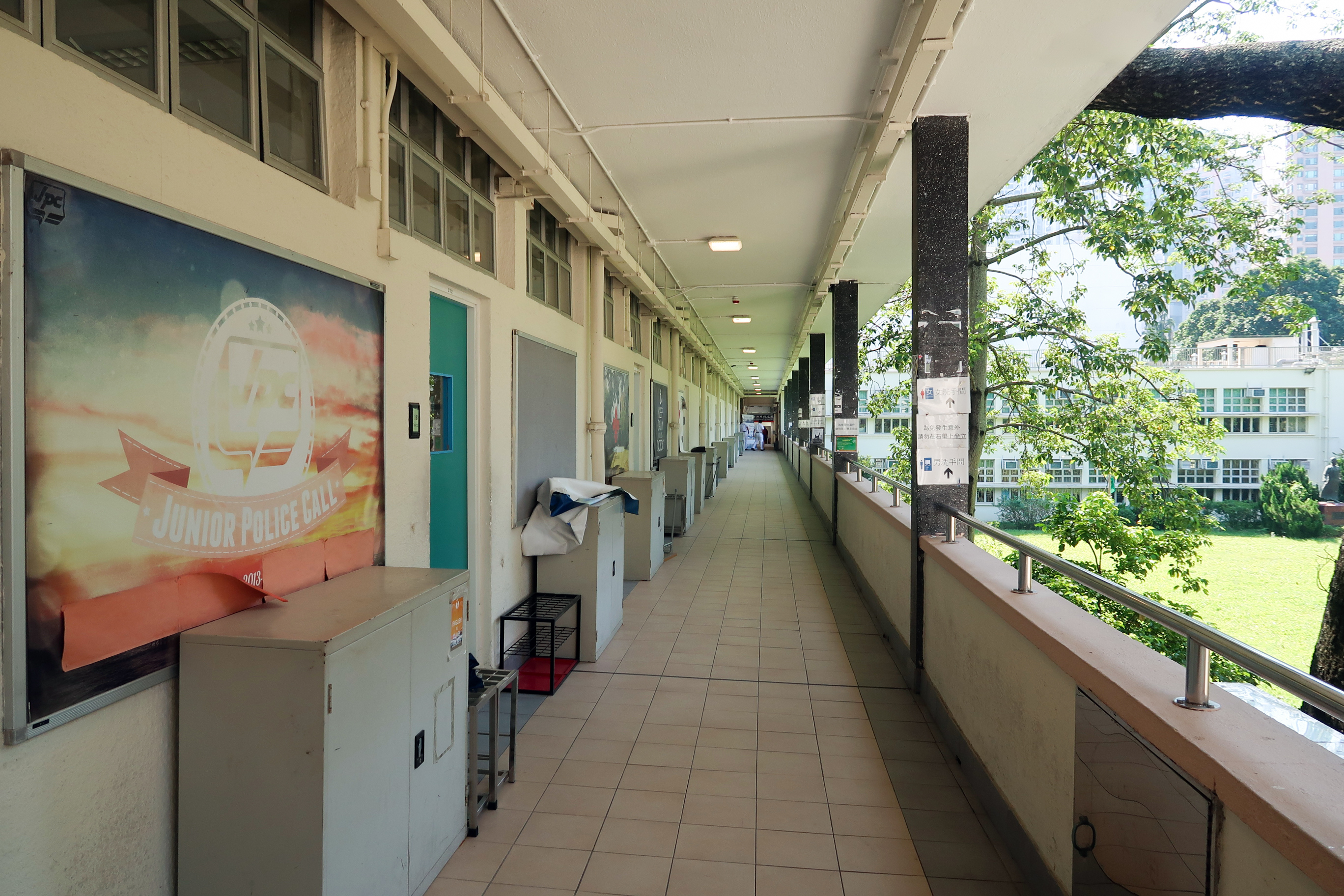
Level 1 corridor
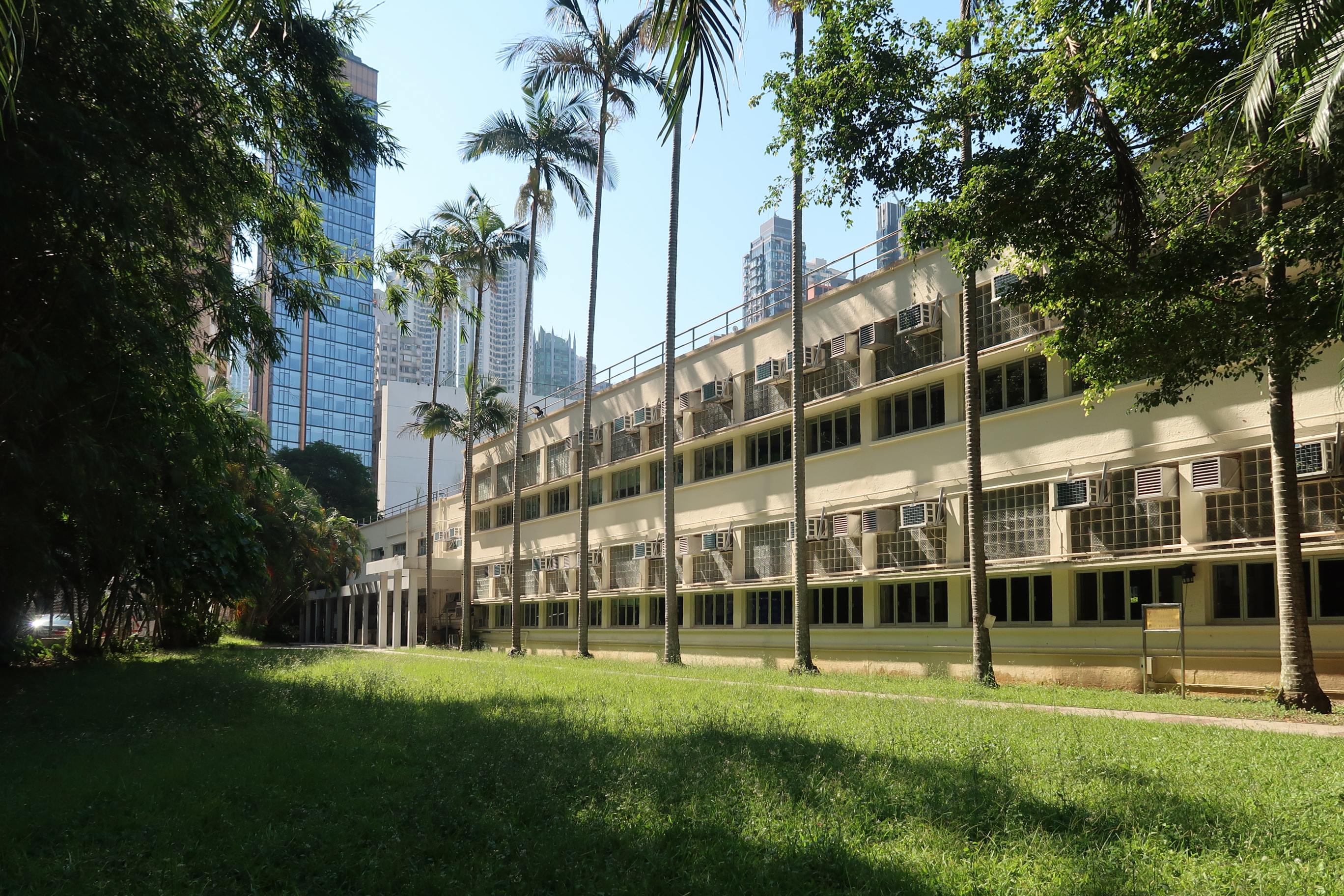
Lawn area

## 校歌
クイーンズ・カレッジの校歌のメロディーは、イギリスのハロウ・スクールの校歌から転用されたもので、歌詞は同校で長年教頭を務めたウィリアム・ケイが提供した。九龍にある女子校、ヒープ・ユン・スクールも同じメロディーを校歌に使用している。このクィーンズ・カレッジ校歌の編曲は、アンソニー、ラウ・カイチ博士（クィーンズ・カレッジ1994～2009年音楽委員長）が担当した。

## スクールロゴ
クイーンズ・カレッジでは、学校のロゴが正式に採用されたのは第二次世界大戦後のことである。第二次世界大戦以前は、他の政府機関と同様、王室の紋章をロゴとして使用していた。しかし、クイーンズ・カレッジの最初の校章は1923年、建築局の中国人製図主任のン・ピンウンによってデザインされた。戦後、学校のロゴは何度も変更されたが、そのすべては呉の1923年のデザインに基づいている。現在のロゴは、香港の主権が移譲された後の1997年に採用された。

## 公開試験の成績優秀者リスト
クイーンズ・カレッジは、香港教育資格試験（HKCEE）および香港中等教育資格試験（HKDSE）の歴史上、最も多くの満点者を輩出しており、HKCEEでは55名の満点者「10A」、HKDSEでは14名の「トップ・スコアラー」および「スーパー・トップ・スコアラー」を輩出している。
7×5**の「トップ・スコアラー」は、4つのコア科目と3つの選択科目でそれぞれ5**の満点を獲得した受験者である。
8 x 5** 「スーパー・トップ・スコアラー」とは、4つのコア科目と3つの選択科目でレベル5**を7つ獲得し、さらに数学エクステンド（M1/M2）モジュールでレベル5**を獲得した受験者である。